# ليلى صنصور
ليلى صنصور (وُلدت في 16 فبراير 1966 في موسكو) هي منتجة ومخرجة أفلام وناشطة سياسية فلسطينية ومؤسسة حملة افتحوا بيت لحم. 

## حياتها
ولدت في موسكو، روسيا في تاريخ 16 شباط   1966 لأب فلسطيني وام روسية. كان والدها أنطون معلما للرياضيات في جامعة موسكو الحكومية وقد انتقلت مع عائلتها للعيش في بيت لحم سنة 1973. كان والدها أحد مؤسسي جامعة بيت لحم.
تركت ليلى بيت لحم عندما كانت في الثامنة عشر من عمرها رغبة منها في اكتشاف العالم الأوسع بعد أن شعرت وقتها أن المدينة صغيرة ولا تتسع لأحلامها وطموحاتها آنذاك. وأكملت دراستها في السوربون في باريس، جامعة موسكو الحكومية، وجامعة ورك في إنجلترا.
عملت مع قناة الجزيرة  حيث قدمت أفلام وثائقية كثيرة لبرنامج موعد في المهجر، كما عملت مع إم بي سي من لندن بعد تخرجها مباشرة وكانت تقدم أفلاما وثائقية. قدمت فيلما وثائقيا طويلا مع كوميدي بريطاني اسمه جيريمي هاردي، يواجه الجيش الإسرائيلي أثناء الحصار على غزة سنه 2003. ووزع هذا الفيلم بشكل واسع في السينما البريطانية سنة 2005.
عادت ليلى إلى بيت لحم سنة 2004 عندما انتابها شعور بأنها لا تستطيع أن تبقى عاجزة من دون أن تقدم شيئا لمنع اكمال الجدار العازل التي بدأت إسرائيل ببنائه سنة 2003. اذ اعتبرت ان الجدار العازل هو عبارة عن مشروع إسرائيل في التوسع، وهو يستولي على كثير من الأراضي الفلسطينية ليمنع تشكيل دولة فلسطين مستقبلا بالإضافة إلى كونه يدمر المعالم السياحية ويدمر المنطقة اقتصاديا وتاريخيا.
انخرطت عند عودتها إلى بيت لحم أكثر مع الناس والمؤسسات وشعرت أنها ممكن أن تكون جسرا بين فلسطين والعالم لإيصال رسائل شعبها، وسرعان ما بدأت تقود حملة تناهض بناء للجدار العازل وهدفت الحملة أيضا لوضع المدينة القديمة على خريطة العالم كنموذج للتنوع في الشرق الأوسط، فأمضت ليلى أربعة أعوام تؤسس لحملة “أفتحوا بيت لحم” للترويج لتراث المدينة وللضغط من أجل هدم الجدار، وتهدف هذه الحملة التي اطلقوها أيضا في اميركا وأوروبا للوصول للغربيين من جمهور وصناع القرار ورؤساء الكنائس لتعريفهم بقضية بيت لحم والجدار، إذ ترى أنه من خلال ذلك يتم شرح القضية الفلسطينية بشكل أفضل.
وعندما شعرت ليلى ان مصادر التمويل لهذه الحملة نضبت قررت صنع فيلمها «الطريق إلى بيت لحم». الطريق إلى بيت لحم هو فيلم وثائقي استغرق تصويره عدة أعوام مدته 90 دقيقة واعتمد على 700 ساعة من اللقطات المصورة. وقد ادى العمل على هذا الفيلم إلى جمع ارشيف نادر وواسع لمدينة بيت لحم والذي يتم العمل عليه الآن مع كلية لندن الجامعية ليتحول إلى متحف الكتروني يخدم الزوار وكذلك الباحثين في تاريخ المدينة.
يروي الفيلم في رحلة سينمائية داخل المدينة يوميات شخصية وقصص حقيقية للمخرجة ليلى صنصور وثقت فيها بناء جدار الضم والتوسع العنصري، وتأثير ذلك على حياة الناس، وكيف وجدت نفسها منخرطة بالكثير من النشاطات والفعاليات مع المؤسسات والمتضامنين وأهل البلد لإيقاف هذا الجدار الذي خنق المدينة وأعاق الحياة فيها وأثر كثيرا على الحياة الاجتماعية والجغرافية. كما يوثق أحداثا كانت ليلى شاهدة عليها، من هدم للبيوت وقطع الأشجار وإعاقة الحياة بأبسط تفاصيلها.
من خلال فيلمها هذا سلطت الاضواء عالميا على بيت لحم وهي مدينة تفخر بتنوعها الثقافي والديني، ودعت الناس لزيارتها والتقدم للحصول على جواز سفر رمزي باسم المدينة عن طريق حملتها ليرى الناس بأعينهم جمال وتميز المدينة بالإضافة إلى معاناتها.
ليلى وصفت مدينة بيت لحم في بداية الفيلم بالأسطورة، واضافت بان قصة الفيلم بدأت كمحاولة منها لفهم علاقتها بالمدينة ولتعريف العالم بالتحدي الذي يواجهه الفلسطيني والذي أصبح سببا لاستمراره.
تم تصوير الفيلم في ظروف حرجة وصعبة وخصوصا انها قد واجهت صعوبة كبيرة في عدم القدرة على التصوير، فقد كان جنود الاحتلال يمنعون ذلك، وقد تم تصوير الكثير من المشاهد من دون أن يلحظ أحد ذلك، ويظهر هذا الأمر بشكل واضح في الفيلم، وزاد واقعيته.
حصل الفيلم هذا على دعم كبير من رجل الأعمال فادي غندور مدير شركة أرامكس، الذي فعّل بالتالي دعم أصدقائه من رجال الأعمال، كما وتلقت المخرجة دعما للفيلم من أفراد ومؤسسات عربية وأجنبية ومهرجان دبي السينمائي، حيث فازت بجائزة «إنجاز» وهي عبارة عن منحة تساعد في صناعة الفيلم.
 يشار إلى أن الفيلم شارك في كثير من المهرجانات على المستوى العالمي وعلى مستوى الوطن العربي وقد عرض في بريطانيا في دور للسينما، وعدد من الكنائس، وايضا في عروض خاصة لاسيما في منازل لعائلات يهودية كانت لديهم رغبة للمعرفة أكثر عن الواقع في فلسطين بحسب ليلى، إضافة إلى عرضه في هولندا وبلجيكا والنرويج واستراليا وفي بيت لحم.
تم تحضير نسخ أحدث للفيلم وترجم إلى اللغات الفرنسية والروسية.

## وصلات خارجية
- ليلى صنصور على موقع IMDb (الإنجليزية)
- ليلى صنصور على موقع أول موفي (الإنجليزية)
- ليلى صنصور على موقع قاعدة بيانات الفيلم (الإنجليزية)
- ليلى صنصور على موقع كينوبويسك (الروسية)